# Augustine Sackett
Augustine Sackett (* 24. März 1841 in Connecticut; † 10. Mai 1914) war ein US-amerikanischer Unternehmer und Erfinder.

## Privatleben
Sackett wurde als Kind von Homer Sacket and Flora Skiff geboren. 1850 lebte er laut Zensus mit seinen Eltern in Warren. Während des amerikanischen Bürgerkriegs diente er als Hilfsingenieur in der Marine. Beim Zensus 1870 wurde er als Papierfabrikant in Lee registriert. Am 8. Juni 1871 heiratete er Charlotte Georgiana Rice (* 1848) in deren Elternstadt Lee, wo ihr Vater Abner Rice (1820–1908) Schuldirektor war. Später zog die Familie mit den zwei Töchtern Edith und Margaret nach New York, wo auch Augustine Sacketts Witwe nach seinem Tod weiterhin wohnte.

## Werk
Sackett erhielt seine technische Ausbildung am Rensselaer Polytechnischen Institut. Während des industriellen Aufschwungs in den USA zwischen 1870 und 1890 betätigte Sackett sich als Erfinder und Unternehmer. 1894 wurde ihm das Patent einer Wandbauplatte Inside Wall Covering, die aus mehreren Lagen Karton und Gips bestand, erteilt. Nach etlichen unternehmerischen Rückschlägen zeigte sich der Erfolg im Bau mehrerer Anlagen, in denen Produktionsstückzahlen der Gipskartonplatten mit den Abmessungen 32 × 36 Inches von 225.000 im Jahr 1889 auf über 7 Millionen im Jahr 1909 gesteigert wurden. Augustine Sackett wurde später Direktor bei der US-Gypsum, welche die Produktionsanlagen übernommen hatte.

## Die Patentschrift
Patentamt der Vereinigten Staaten von Amerika: Erfinder: Augustine Sackett. Innenwand-Abdeckungen, Patent Nr. 520 123, Patentiert am 22. Mai 1894. Der Inhalt der Erfindung ist die Herstellung von Platten für das Abdecken von Haus-Innenwänden als Ersatz für die bisherige Anwendung von Holzbrettern mit aufgetragenem Gips. Der Gips ist ausgebreitet auf einer dünnen Lage Papier und zwar sind so viele Lagen übereinander angeordnet, dass eine Platte von der erforderlichen Dicke hergestellt werden kann.